# Chiesa cattolica in Oceania

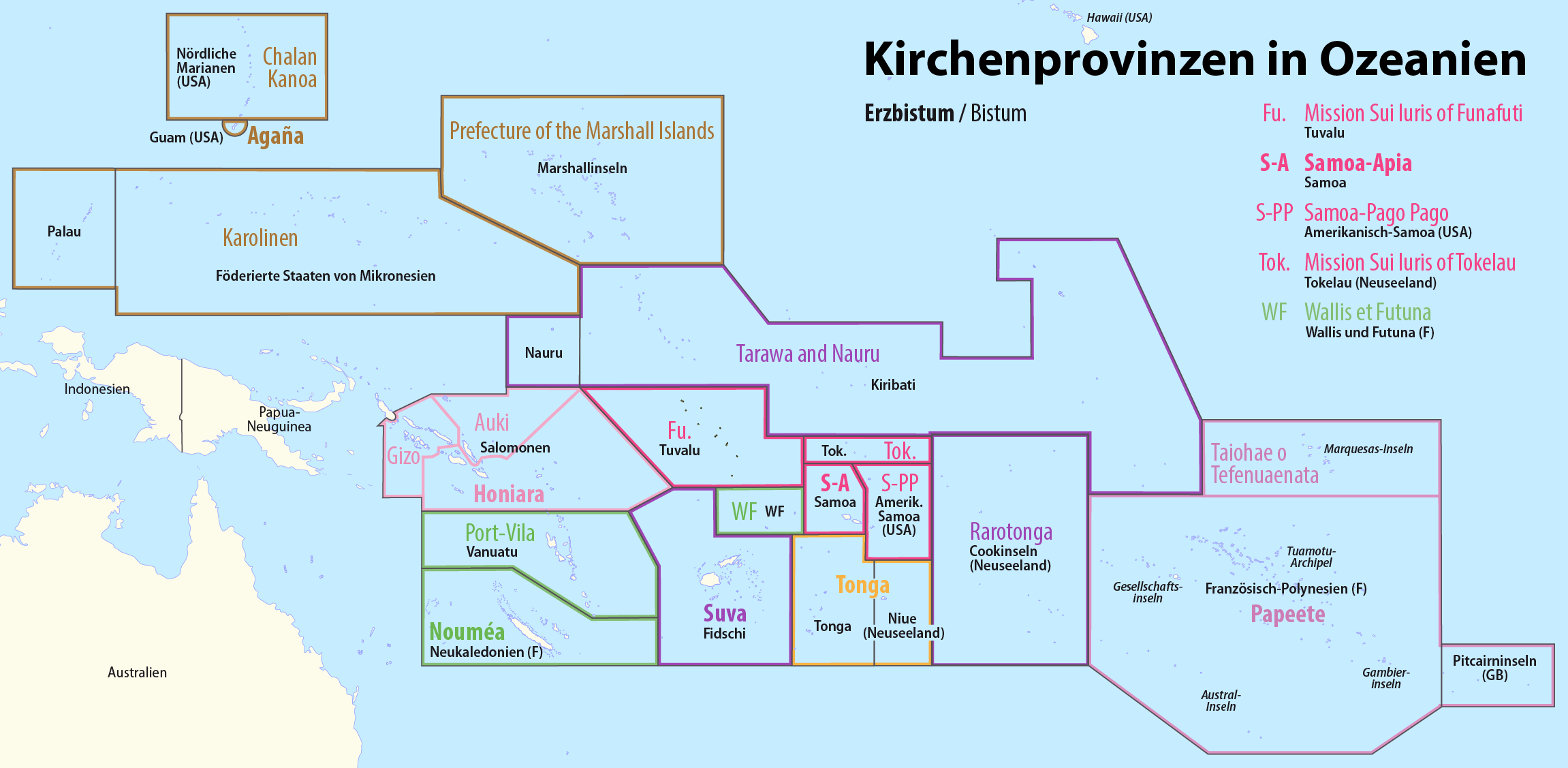
Mappa delle provincie ecclesiastiche e delle circoscrizioni ecclesiastiche cattoliche dell'Oceania.

La Chiesa cattolica in Oceania è parte della Chiesa cattolica universale, sotto la guida del Papa e della Santa Sede.

## Storia
La Chiesa cattolica si è diffusa in Oceania a partire dal XVI secolo grazie all'azione dei missionari, mentre le chiese cattoliche orientali sono presenti da tempi relativamente più recenti, legate all'immigrazione.

## Stati
Tra gli stati oceanici con il maggior numero di cattolici figurano la Papua Nuova Guinea seguita da Wallis e Futuna, Nuova Caledonia, Polinesia francese, Australia e Nuova Zelanda. Lo Stato con il minor numero di cattolici in Oceania è Tuvalu.

## Organizzazione
Attualmente la Chiesa cattolica in Oceania comprende:
- 17 arcidiocesi (15 delle quali sono sedi metropolitane)
- 52 diocesi
- 5 eparchie
- 1 prefettura apostolica
- 2 missioni sui iuris
- 2 ordinariati militari
- 1 ordinariato personale